# جائحة فيروس كورونا في نوفا سكوشا 2020
جائحة فيروس كورونا في نوفا سكوتيا 2020
جائحة فيروس كورونا 2020 في نوفا سكوتيا هي جائحة فيروسية مستمرة لمرض فيروس كورونا 2019 (مرض فيروس كورونا 2019), وهو مرض معد جديد يسببه مرض الالتهاب الرئوي الحاد 2 (متلازمة السارس -CoV-2).
اعتبارا من 11 أبريل 2020 , سجلت المحافظة الكندية نوفا سكوتيا خامس أكبر عدد من حالات (COVID-19) في كندا خلال جائحة 2019-20 العالمية.
اعتباراً من 11 أبريل 2020 , تسجلت 428 حالة مؤكدة و 95 حالة شفاء ووفاتان و13632 اختبارا سلبيا.
| 2020 جائحة كورونا فيروس في نوفا سكوتيا |
| -------------------------------------- |
| المرض كوفيد-19                         |
| سلالة الفيروس السارس-CoV-2             |
| الموقع نوفا سكوبيا، كندا               |
| التفشي الأول ووهان، هوبي، الصين        |
| تاريخ الوصول 15/مارس/2020              |
| الحالات المؤكدة 428                    |
| التعافي 45                             |
| الوفيات 2                              |
| الموقع الرسمي                          |
| حكومة نوفا سكوتيا                      |

## خلفية
في 12 يناير 2020، أكدت منظمة الصحة العالمية عن ظهور فيروس كورونا المستجد كسبب للمرض التنفسي الذي أصاب مجموعة من الأشخاص في مدينة ووهان، مقاطعة خوبي، الصين، إذ أُبلغ عنهم إلى منظمة الصحة العالمية في 31 ديسمبر 2019. كانت نسبة الوفيات بين الحالات المُشخصة بكوفيد-19 أقل بكثير من جائحة فيروس سارس في عام 2003، لكن انتقال العدوى كان أكبر، والوفيات أيضًا.

## المخطط الزمني
خطأ لوا: bad argument #1 to 'len' (string expected, got nil).
في 15 مارس، تم الكشف عن أول ثلاث حالات افتراضية لنوفا سكوتيا، وكلها تتعلق بالسفر. على التوالي، كانت هذه لامرأة في الستينيات من عمرها في مقاطعة كينز والتي زارت استراليا وعادت في 8 مارس. ورجل في أواخر الخمسينيات من عمره من منطقة هاليفاكس والذي حضر مؤتمر في كاليفورنيا وعاد في 13 مارس، ورجل في الثلاثينيات من عمره من منطقة هاليفاكس وقد سافر «في أنحاء أوروبا» وعاد في 15 مارس.
في 16 مارس، تم الإبلاغ عن حالتين إضافيتين. لرجل وامرأة في الخمسينيات من عمرهما من بلدية هاليفاكس الإقليمية، لم يسافرا ولكن كانا على اتصال مباشر مع أفراد سافروا مؤخراً خارج البلاد.
في 17 مارس، أعلن المدير الطبي للصحة د.روبرت سترانغ أن الإبلاغ عن المعلومات الفردية سيتوقف من أجل حماية خصوصية المريض. وكذلك لمنع الشعور الزائف بالأمان في المجتمعات دون اكتشاف الحالات.
في 22 مارس، تم الإعلان عن حالة الطوارئ الإقليمية. وأعلن كذلك أن مختبر علم الأحياء الدقيقة التابع للعلوم الصحية لمركز QELL في هاليفاكس تم اعتماده للإبلاغ عن الاختبارات الايجابية والسلبية لCOVID-19 , وبالتالي يمكن تأكيد الحالات داخل المقاطعة، دون الحاجة إلى إرسال عينات لمختبر علم الأحياء الوطني للتأكيد.
في 23 مارس، وأَفيد أنه حالة واحدة على الأقل من الحالات الجديدة كانت لطفل دون سن العاشرة.
في 30 مارس، أعلن المدير الطبي للصحة د.روبرت سترانغ عن أول حالة رسمية للانتشار المجتمعي. وفقا لتعريف الحكومة لحالة لا يمكن ربطها بالسفر أو بحالة معروفة سابقاً.
في 31 مارس، أُفيد أنه تم تحديد الحالات في أربع موظفين واثنين من المقيمين في دور الرعاية لكبار السن.
في 7 أبريل، أبلغت المقاطعة عن وفاتها الأولى، وهي امرأة من كيب بريتون في السبعينيات من عمرها تعاني من حالة صحية مزمنة.
في 19 أبريل، أبلغت المقاطعة عن ثاني حالة وفاة لامرأة من كيب بريتون في التسعينيات من عمرها تعاني من حالة صحية مزمنة.

## رد الحكومة
في 28 من فبراير، أصدرت لجنة نوفا سكوتيا لحقوق الإنسان بياناً صحفياً طُلب فيه من سكان نوفا سكوتيا أن يكونوا يقضين ضد التمييز على الأساس العرقي أو القومي وحذرت من أن قانون نوفا سكوتيا لحقوق الإنسان يحمي من التمييز المبني على الخوف غير العقلاني من الخوف أو المرض.
في 4 مارس، أُلغيت رحلات مدرسة نوفا سكوتيا إلى الوجهات الدولية.
في 6 مارس، أعلنت حكومة المقاطعة أن الاستعدادات للفيروس «سارية بشكل جيد» بما في ذلك تنفيذ عملية فحص المرض للعاملين في مجال الرعاية الصحية ورصد الحالات المحتملة والتحقيق فيها، وتطبيق تدابير الصحة العامة ومكافحة العدوى، والعمل مع مكتب إدارة الطوارئ في نوفا سكوتيا.
في 9 مارس، تم تنفيذ بروتوكولات فحص وطنية جديدة حيث طُلب من أولئك الذين سافروا خارج كندا مراقبة الأعراض لمدة 14 يوماً، والذين بدأوا بالشعور بتوعك البقاء في المنزل والعزل الذاتي عن العامة. كما طُلب من أولئك الذين أُصيبوا بالحمى عند 38 درجة مئوية أو أعلى و/أو السعال الاتصال بخط المعلومات الصحية على الرقم 811 للتقييم. كما صدرت تعليمات النظافة فيما يتعلق بغسل اليدين وآداب السعال.
في 13 مارس، طُلب من كل موظفين القطاع العام في نوفا سكوتيا الذين سافروا خارج كند أن يعزلوا نفسهم لمدة 14 يوماً عند العودة. بالإضافة إلى أنه تم إغلاق متاحف ومعارض نوفا سكوتيا.
في 14 مارس، تم إغلاق حديقة الحياة البرية في Shubenacadie (The Shubenacadie Wildlife Park)
بالإضافة إلى ذلك تم إغلاق المرافق الإصلاحية للمنظمات التطوعية في نوفا سكوتيا، وكان السجناء يقتصرون على الاتصال غير المباشر بالأسرة والأصدقاء مما يعني الانفصال خلف قطعة زجاج والتواصل عبر الهاتف. كما تم منح السجناء مكالمتين مجانيتين عبر الهاتف في الأسبوع. ولم يحدث بروتوكول الزيارات من قبل المحامين.
في 15 مارس، تم إغلاق مراكز معلومات الزائرين الإقليمية، وتم إغلاق مركز الاتصال المسئول عن إرسال الاستفسارات من السياح. بالإضافة إلى ذلك، تم إغلاق مرافق الرعاية طويلة الأجل للزوار وأًغلقت المدارس العامة لمدة أسبوعين من 23 مارس بعد فترة العطلة (تخضع لإعادة التقييم والتمديد) وأُغلقت الرعاية النهارية، وأُلغيت معسكرات عطلة مارس، والكازينوهات ولم يعد يُسمح لأصحاب الحانات بتشغيل محطات يانصيب الفيديو (VLTs), كما طُلب من كل من سافر خارج كندا أنن يقوم بالعزل الذاتي بغض النظر عن تطور الأعراض، ويوصى بمسافة أمان مترين بين العامة، وتقييد التجمعات ب150 «أو أصغر بكثير ان أمكن». علاوة على ذلك، تم تعليق جميع الزيارات إلى المرافق الإصلاحية. وطُلب من المحامين ترتيب وسائل بديلة للحفاظ على الاتصال مع العملاء. مُنح كذلك السجناء مكالمات هاتفية إضافية. كما أغلقت الخدمات الإصلاحية مرافقها لجميع الزوار حتى إشعار آخر.
في 16 مارس، تم توجيه نوفا سكوتيا لاستكمال استبيان الفحص عبر الإنترنت أولاً قبل الاتصال بالخط الساخن 811 بسبب التدفق الهائل للمكالمات. بالإضافة إلى ذلك أصدرت الحكومة تحذيراً بشأن عمليات الاحتيال الاستثمارية التجارية، حيث قام الأفراد بانتحال هوية البنوك عبر الهاتف.
في 17 مارس، تم إغلاق الوصول إلى نوفا سكوتيا ومكاتب تسجيل السيارات. وتم تمديد رخص القيادة وتسجيل المركبات التي تنتهي صلاحيتها في مارس وأبريل ومايو حتى 31 أغسطس. بالإضافة إلى إغلاق الحانات، واقتصر عمل المطاعم للتوصيل والتسليم فقط، وكانت التجمعات العامة محدودة إلى 50 أو أقل.
في 18 مارس، تم الإعلان عن عدد من الاجراءات الجديدة لمكافحة انتشار الفيروس. وتم منح الأطباء والصيادلة خيارات موسعة للرعاية الافتراضية باستخدام الهاتف ومؤتمرات الفيديو، وسُمح للصيادلة بتجديد الوصفات الطبية لمعظم الأدوية، ولم يعد يُسمح لأصحاب العمل بطلب ملاحظات الطبيب من الموظفين الذين يسعون لأخذ إجازة من العمل، وتم استدعاء الممرضين من التقاعد لتوظيف الخط الساخن 811 , وتم إغلاق تقديم الخدمات من خلال برنامج دعم الإعاقة التابع لإدارة خدمات المجتمع. كما تم إغلاق عدد من الخدمات الأخرى مثل محلات الحلاقة، ومحلات الوشم، وصالونات التجميل وصالات الرياضة اعتباراً من منتصف ليل 19 مارس. بالإضافة إلى ذلك، تم إطلاق سراح 41 سجيناً يقضون عقوبات متقطعة في أربع مرافق إصلاحية للبالغين في حالة غياب مؤقت.
في 19 مارس، أعلن رئيس الوزراء ستيفان ماكلين عن تخصيص مبلغ 2,2 مليون دولار لزيادة بقدر 50 دولار لكل فرد لمساعدة الدخل، ومبلغ مليون دولار لبنك طعام تغذية نوفا سكوتيا، وتعليق الإخلاء لمدة ثلاثة أشهر، وتمويل الطوارئ بمبلغ 230000 دولار لبرنامج السلامة العليا وروابط المجتمع، بالإضافة إلى انه تم الطلب من طلاب الجامعات في المساكن بالعودة إلى منازلهم، وطلاب الجامعات غير القادرين على العودة إلى منازلهم بالمحافظة على التباعد الاجتماعي.
في 20 مارس، أعلنت حكومة المقاطعة عن تخصيص مبلغ 161 مليون دولار للتدفق النقدي وبطاقات الائتمان للشركات الصغيرة والمتوسطة في المقاطعة . وتم تأجيل تسديد العديد من القروض الحكومية للشركات حتى 30 يونيو، وتم تعليقي تسديد قروض الطلاب حتى 30 سبتمبر، كما خصصت الحكومة مبلغ مليون دولار كحافز لمقدمي خدمات الإنترنت لتوسيع البنية التحتية للانترنت .
في 21 مارس أًعلن عن عدد من الإجراءات الصحية، بما في ذلك تقليل الزيارات للمستشفيات وفتح مراكز تقييم جديدة، 14 منها كانت موجودة في ذلك الوقت .
في 22 مارس، أعلنت المقاطعة حالة الطوارئ . ووفقاُ لإعلان الطوارئ تم تشديد نقاط الدخول البرية والبحرية، حيث تم إيقاف كل شخص يدخل إلى المقاطعة وإخباره بضرورة العزل الذاتي لممدة 14 يوم بدايةُ من 23 مارس . كما تم إغلاق جميع الحدائق الإقليمية والشواطئ والمعالم السياحية على الرغم من ترك المسارات الإقليمية مفتوحة للتدريب . تم تفويض الشرطة لتنفيذ الأوامر بموجب قانون الحماية الصحية وكذلك قانون إدارة الطوارئ . تم حظر التجمعات الأكثر من 5 أشخاص، وتم السماح فقط للشركات غير الضرورية بالبقاء مفتوحة طالما يمكن الحفاظ على مسافة مترين . لم يعد يُسمح لأطباء الأسنان بالعمل في مكاتبهم إلا في حالات الطوارئ .
في 24 مارس، تم الإعلان عن سلسلة من الإجراءات الصحية العامة، بما فيها إجراء الاختبارات لمخالطين الحالات الايجابية ومضاعفة كفاءة المختبر للاختبار الفيروسي، وزيادة الكفاءة للخط الساخن 811 , تعزيز تدابير مكافحة الأمراض المعدية في المستشفيات، تقييد المهن الصحية المنظمة للرعاية الافتراضية باستثناء الحالات الطارئة أو العاجلة، وتم إغلاق جميع المهن الصحية غير المنظمة وإعادة فتح مراكز الوصول إلى نوفا سكوتيا وسجل مكاتب السيارات على أساس محدود من الاتصال . تُعتبر القطاعات الاقتصادية هي الخدمات الأساسية وبالتالي تم إعفائها من قيود التجميع .
في 26 مارس، تم توسيع المعايير المؤهلة للاختبار الفيروسي لتتجاوز الحالات المتعلقة بالسفر لتشمل أي شخص تتم إحالته إلى مركز التقييم بواسطة نظام 811 , وجميع المخالطين للحالات المؤكدة، والأشخاص في المستشفى الذين يستوفون معايير الاختبار . كما تم إنشاء خط ساخن بديل للكوادر الطبية المتسلل لها الفيروس استجابة لنظام 811 المثقل . إضافة إلى ذلك، تم تعليق حجوزات التخييم وحظرت الحرائق المفتوحة على بعد 305 متر عن الغابات في جميع أنحاء المقاطعة .
في 29 مارس، تم تغريم امرأة من هاليفاكس مبلغ 697,50 دولار واستولت الشرطة على سيارتها بعد أن عثرت عليها في حديقة على الرغم من إغلاق الحدائق والشواطئ عن العامة بموجب قانون إجراءات الطوارئ .
في 30 مارس، أصدرت حكومة المقاطعة خطط أكثر شمولية لكيفية سير المدارس خلال جائحة كورونا، بالإضافة إلى أدوات عبر الإنترنت للشركات .
في 31 مارس، أعلنت حكومة المقاطعة أنه سيتم إصدار خريطة في المستقبل القريب عبر الإنترنت تظهر فيها مواقع الحالات في المقاطعة التي تنظمها المناطق الصحية الأربع .
في 1 أبر يل، جددت المقاطعة إعلان حالة الطوارئ لتمديد الفترة السابقة حتى 19 أبريل .
في 6 أبريل، تم الإعلان عن أن السفر لم يعد شرطاً أساسيا للاختبار، حيث بلغ الانتشار إلى مستوى يمكن لأي شخص أن يكون مصاباً بالفيروس بغض النظر عن تاريخ السفر .

## المدارس والجامعات
في شهر مارس، قامت جميع الجامعات بتعليق الفصول الدراسية وتقييد الوصول إلى الجامعات وانتقل العديد منها إلى نموذج التعلم عن بعد للفترة المتبقية من الفصل الدراسي .

## الأثر الاقتصادي
في شهر فبراير، تأثرت صناعة الكركند التي تبلغ قيمتها مليار دولار بشكل سلبي بسبب الفيروس، حيث كان جزء كبير من الصادرات يذهب سابقاً إلى الصين . أصبحت صادرات الكركند صعبة حيث بدأت شركات الشحن الجوي بتعليق الخدمة وانخفضت أسعارها في السوق المحلية بسبب توقيف الصادرات .
في شهر مارس، قام العديد من معامل التقطير في نوفا سكوتيا بتحويل الإنتاج من المشروبات الكحولية إلى مطهرات اليد القائمة على الكحول
وفقاً لمسح نشرته كندا في 2 أبريل 20020 , فقد ما يقارب 24500 من عمال المطاعم وظائفهم . تم تسريح الموظفين في حوالي أربع من أصل خمسة مطاعم منذ بداية مارس، ويُتوقع إغلاق 18% أُخرى في غضون شهر إذا لم يتغير شيء . تمكنت بعض المطاعم من التحول إلى نموذج الأعمال الخارجية أو التوصيل فقط للحفاظ على التدفق النقدي وسط الإغلاق الإلزامي لمناطق تناول الطعام .

## البيانات
| Date   | Presumptive | Presumptive | Presumptive | Confirmed | Confirmed | Deaths | Deaths | Recoveries | Recoveries | HC | NT     | TT     | Tests per k | Cases per m | Sources |
| Date   | New         | PCC         | Cml         | New       | Cml       | New    | Cml    | New        | Cml        | HC | NT     | TT     | Tests per k | Cases per m | Sources |
| ------ | ----------- | ----------- | ----------- | --------- | --------- | ------ | ------ | ---------- | ---------- | -- | ------ | ------ | ----------- | ----------- | ------- |
| Mar 15 | 3           |             | 3           |           |           |        |        |            |            |    | 415    | 418    | 0.4         | 3.1         | [ 1 ]   |
| Mar 16 | 2           |             | 5           |           |           |        |        |            |            |    | 671    | 676    | 0.7         | 5.1         | [ 8 ]   |
| Mar 17 | 2           | 1           | 7           | 1         | 1         |        |        |            |            |    | 934    | 942    | 0.9         | 7.2         | [ 9 ]   |
| Mar 18 | 5           | 2           | 9           | 2         | 3         |        |        |            |            |    | 1,141  | 1,153  | 1.2         | 12.3        | [ 10 ]  |
| Mar 19 | 2           | 2           | 9           | 2         | 5         |        |        |            |            | 1  | 1,373  | 1,387  | 1.4         | 14.3        | [ 11 ]  |
| Mar 20 | 1           |             | 10          |           | 5         |        |        |            |            | 1  | 1,546  | 1,561  | 1.6         | 15.3        | [ 12 ]  |
| Mar 21 | 6           | 4           | 12          | 4         | 9         |        |        |            |            | 1  | 1,826  | 1,847  | 1.9         | 21.5        | [ 13 ]  |
| Mar 22 |             | 12          |             | 21        | 28        |        |        |            |            | 2  | 2,088  | 2,116  | 2.1         | 28.6        | [ 14 ]  |
| Mar 23 |             |             |             | 13        | 41        |        |        |            |            | 1  | 2,308  | 2,349  | 2.4         | 41.9        | [ 15 ]  |
| Mar 24 |             |             |             | 10        | 51        |        |        | 1          | 1          | 1  | 2,474  | 2,525  | 2.5         | 52.2        | [ 16 ]  |
| Mar 25 |             |             |             | 17        | 68        |        |        | 1          | 2          | 1  | 2,772  | 2,840  | 2.8         | 69.6        | [ 17 ]  |
| Mar 26 |             |             |             | 5         | 73        |        |        |            | 2          | 2  | 3,201  | 3,274  | 3.2         | 74.7        | [ 18 ]  |
| Mar 27 |             |             |             | 17        | 90        |        |        | 1          | 3          | 2  | 3,649  | 3,739  | 3.7         | 92.1        | [ 19 ]  |
| Mar 28 |             |             |             | 20        | 110       |        |        | 1          | 4          | 3  | 4,031  | 4,141  | 4.1         | 112.5       | [ 20 ]  |
| Mar 29 |             |             |             | 12        | 122       |        |        | 3          | 7          | 3  | 4,731  | 4,853  | 4.8         | 124.8       | [ 21 ]  |
| Mar 30 |             |             |             | 5         | 127       |        |        | 3          | 10         | 4  | 5,054  | 5,181  | 5.2         | 129.9       | [ 22 ]  |
| Mar 31 |             |             |             | 20        | 147       |        |        |            | 10         | 4  | 5,763  | 5,910  | 5.9         | 150.4       | [ 23 ]  |
| Apr 1  |             |             |             | 26        | 173       |        |        | 1          | 11         | 5  | 6,764  | 6,937  | 6.9         | 177.0       | [ 24 ]  |
| Apr 2  |             |             |             | 20        | 193       |        |        | 5          | 16         | 5  | 7,446  | 7,639  | 7.8         | 197.0       | [ 25 ]  |
| Apr 3  |             |             |             | 14        | 207       |        |        | 5          | 21         | 5  | 8,234  | 8,441  | 8.6         | 211.7       | [ 26 ]  |
| Apr 4  |             |             |             | 29        | 236       |        |        | 29         | 50         | 4  | 8,964  | 9,200  | 9.4         | 241.4       | [ 27 ]  |
| Apr 5  |             |             |             | 26        | 262       |        |        | 3          | 53         | 6  | 9,510  | 9,772  | 10.0        | 268.0       | [ 28 ]  |
| Apr 6  |             |             |             | 31        | 293       |        |        | 11         | 64         | 9  | 10,218 | 10,511 | 10.8        | 299.8       | [ 29 ]  |
| Apr 7  |             |             |             | 17        | 310       | 1      | 1      | 2          | 66         | 11 | 10,621 | 10,931 | 11.2        | 317.1       | [ 30 ]  |
| Apr 8  |             |             |             | 32        | 342       |        | 1      | 11         | 77         | 11 | 11,346 | 11,688 | 12.0        | 349.9       | [ 31 ]  |
| Apr 9  |             |             |             | 31        | 373       | 1      | 2      | 5          | 82         | 10 | 12,177 | 12,550 | 12.8        | 381.6       | [ 32 ]  |
| Apr 10 |             |             |             | 34        | 407       |        | 2      | 11         | 93         | 8  | 13,014 | 13,421 | 13.7        | 416.4       | [ 33 ]  |
| Apr 11 |             |             |             | 21        | 428       |        | 2      | 2          | 95         | 8  | 13,632 | 14,060 | 14.4        | 437.9       | [ 34 ]  |
| Apr 12 |             |             |             | 17        | 445       |        | 2      | 2          | 97         | 9  | 14,295 | 14,740 | 15.1        | 455.3       | [ 35 ]  |
| Apr 13 |             |             |             | 29        | 473       | 1      | 3      | 4          | 101        | 9  | 15,580 | 16,053 | 15.9        | 483.9       | [ 36 ]  |
| Apr 14 |             |             |             | 43        | 517       |        | 3      | 23         | 124        | 10 | 16,755 | 17,272 | 17.7        | 528.9       | [ 37 ]  |
| Apr 15 |             |             |             | 32        | 549       |        | 3      | 13         | 137        | 9  | 17,419 | 17,968 | 18.4        | 561.2       | \       |
| Apr 16 |             |             |             | 30        | 579       |        | 3      | 39         | 176        | 11 | 18,453 | 19,059 | 18.9        | 592.3       | [ 39 ]  |
| Apr 17 |             |             |             | 27        | 606       | 1      | 4      | 1          | 177        | 11 | 19,506 | 20,112 | 20.6        | 620.0       | [ 40 ]  |
| Apr 18 |             |             |             | 43        | 649       | 3      | 7      | 7          | 184        | 11 | 20,312 | 20,961 | 21.4        | 664.0       | [ 2 ]   |

### البيانات حسب المنطقة
| Central - Zone 4  | 519 | 424,037 | 1,223.9 | 4 |
| Eastern - Zone 3  | 45  | 158,936 | 283.1   | 3 |
| Northern - Zone 2 | 36  | 146,249 | 246.2   | 0 |
| Western - Zone 1  | 49  | 194,376 | 252.1   | 0 |